# Benoît Mvondo Assam
Benoît Mvondo Assam né vers 1927 et mort le 21 septembre 2012 à Mvomeka’a est une figure camerounaise connue comme le frère aîné du président Paul Biya. Patriarche de la famille Mvondo Assam, il exerce une influence notable dans la région du Sud Cameroun, en particulier dans le village de Mvomeka’a.

## Biographie

### Origines et famille
Benoît Mvondo Assam est né dans les années 1920 au Cameroun, au sein de la famille Mvondo Assam, fils aîné d’Étienne Mvondo Assam et de Paulette Assam Mvondo. Il est l’aîné de plusieurs frères et sœurs, dont Paul Biya, futur président de la République du Cameroun.
Il a vécu une vie simple, discrète et humble, sans rechercher les privilèges liés à sa position familiale. Il a été le patriarche de la famille Mvondo Assam après le décès de ses parents et a résidé à Mvomeka’a, son village natal.
✓
Benoît Mvondo Assam était marié à Paulette Assam Mvondo, décédée en 2017, et ils ont eu plusieurs enfants, dont Bonaventure Mvondo Assam, homme politique et député camerounais.
Il n’a pas occupé de poste officiel dans le gouvernement ou la haute administration, préférant rester dans un rôle familial et communautaire.
Il est décédé le 21 septembre 2012 à l’âge d’environ 85 ans, après un accident de voiture grave survenu en 2011 et une longue période de soins en France. Il a exprimé le désir de revenir au Cameroun avant de mourir, ce qui fut respecté.
Il est l’aîné de Paul Biya, futur président de la République du Cameroun.
Il épouse Paulette Assam Mvondo (décédée en 2017) et devient le père de Bonaventure Mvondo Assam, homme politique et député camerounais.

### Vie et rôle traditionnel
Il n'occupe aucun poste officiel gouvernemental; il est patriarche familial et gardien de la morale ancestrale à Mvomeka.
En tant que frère aîné du chef de l’État, il occupe une place symbolique importante au sein de sa communauté. Il incarne la mémoire familiale et les traditions dans le village de Mvomeka’a, lieu natal du président Biya.

### Décès et hommage
Benoît Mvondo Assam meurt le 21 septembre 2012 à Mvomeka’a, à l’âge d’environ 85 ans. Ses obsèques ont lieu dans le caveau familial en présence du président Paul Biya, de la première dame Chantal Biya, ainsi que des grandes familles Mvondo Assam et Yetyang.

## Héritage
Il reste une figure respectée et évoquée dans le cadre de l’histoire familiale de Paul Biya et de la tradition politique et lignagère du Sud Cameroun. Sa mémoire est également perpétuée à travers son fils Bonaventure Mvondo Assam, acteur de la vie parlementaire camerounaise.

### Aricles connexes
- Paul Biya
- Bonaventure Mvondo Assam